# Manoir de Goré
 (août 2025).
Motif : une seule source ne contenant quasiment aucune information
- Archive Wikiwix
- Bing
- Cairn
- DuckDuckGo
- E. Universalis
- Gallica
- Google
- G. Books
- G. News
- G. Scholar
- Persée
- Qwant
- (zh) Baidu
- (ru) Yandex
- (wd) trouver des œuvres sur Wikidata

| 1. | Préciser le motif de la pose du bandeau. | Précisez le motif de la pose du bandeau en utilisant la syntaxe suivante : {{admissibilité à vérifier\|date=août 2025\|motif=remplacez ce texte par le motif}}                      |
| 2. | Informer les utilisateurs concernés.     | Pensez à avertir le créateur de l'article, par exemple, en insérant le code ci-dessous sur sa page de discussion : {{subst:avertissement admissibilité à vérifier\|Manoir de Goré}} |

Le manoir de Goré est un édifice situé à Inzinzac-Lochrist, en France.

## Situation
Le manoir est situé sur le territoire de la commune de Inzinzac-Lochrist, au lieu-dit Goré, dans le département du Morbihan, en région Bretagne.

## Description
Le manoir date des XVIe et XVIIe siècles, il est construit en moellons de granite, édifice à un étage carré, élévation à travées. Toiture  à longs pans recouverte d'ardoises. Escalier dans-œuvre : escalier tournant à retours avec jour.

## Histoire
Manoir reconstruit en 1832, réemplois d'éléments du  XVIe siècle, les parties agricoles datent du XVIe siècle.
Il est inscrit à l'inventaire général du patrimoine culturel en 1986.